# I Should Have Never Gone Ziplining
"I Should Have Never Gone Ziplining" er det sjette afsnit af 16. sæson af den amerikanske animerede sitcom South Park og det 229. afsnit af serien i alt. Det havde premiere på Comedy Central i USA den 18. april 2012.
Drengene glæder sig til at bruge en dag på at zipline i Colorado Mountains. Men højt oppe i Rocky Mountains, langt fra deres familier, tager deres tur en uheldig drejning. Chancerne for overlevelse er lille. Alt de kan gøre er at vente på at blive reddet. Men vil hjælpen komme for sent?